# South Park: Post Covid
Ne doit pas être confondu avec South Park: Post Covid: The Return of Covid.
South Park: Post Covid (aussi écrit South Park: Post COVID) est un téléfilm et à la fois épisode faisant partie de la saison 24 de South Park diffusé exclusivement à la suite d'un contrat de 900 000 000 $ entre les créateurs de la série Trey Parker et Matt Stone et Paramount+ faisant partie d'un double-épisode.
Il est le 310ème épisode de la série au total et le 3ème épisode de la saison 24.
Comedy Central, diffuseur habituel de la série, annonce que 14 téléfilms seront exclusivement produits sur la plateforme de streaming Paramount+.

## Synopsis
40 ans après la pandémie, cette dernière est enfin du passé. Mais à la suite de la mort soudaine de Kenny, ses trois anciens amis reviennent à South Park et voient resurgir leurs démons.

## Résumé détaillé[4]
Quarante ans plus tard, la pandémie de Covid-19 semble toucher à sa fin. Stan a quitté South Park pour s'installer dans une autre ville, il travaille maintenant comme consultant en ligne pour le whisky. Son hologramme Alexa l'informe qu'il reçoit un appel d'un bon vieil ami à lui : Kyle Broflovski. Ils ne sont plus parlés depuis leur séparation dans le Spécial Vaccination. Il invite ce dernier à revenir à South Park, Stan refuse car il n'a rien là-bas. Mais Kyle informe ce dernier que Kenny est mort. À New York, Jimmy Valmer enregistre son émission : Late Night with Jimmy. Quand il apprend lors d'un spectacle que le célèbre scientifique excentrique, philanthrope et millionnaire Kenny McCormick est décédé et insiste immédiatement pour réserver un vol de retour à South Park pour ses funérailles.
Alors que Stan vient d'arriver en ville, il passe par Kenoha Pass, disant à son Alexa qu'il se sent « merdique », avant de passer devant des palmiers, la mare de Stark complètement asséchée (appelé la Flaque de Stark dans l'épisode, soit en VO Stark's Puddle habituellement appelé Stark's Pond). L'école où il a grandi s'est agrandi et s'appelle maintenant South Park Elementary Plus (soit en français l'école élémentaire de South Park Plus). Le poste de police du comté de Park a fermé, ainsi qu'une variété de nouvelles entreprises telles que l'optométrie pour chiens et les enfants sur hoverboards et utilisant la réalité virtuelle, avant d'arriver chez Denny's Applebee's Max pour rencontrer Kyle. Un serveur explique qu'ils ne servent plus de viande à l'avenir, à l'exception des plats à base de protéines d'insectes durables. Kyle explique qu'il était en contact avec Kenny qui était responsable des récents événements. Token se joint à la conversation entre Kyle et Stan, exhibant un badge de sa carrière en tant que policier du futur. Kenny les a informés tous deux qu'il était sur une percée avant sa mort. Stan se moque d'eux deux en suggérant qu'ils demandent de l'aide à Jésus et au Père Noël, qu'ils doivent grandir et qu'il n'est là que pour les funérailles sinon rien ne le retient après cela. De retour à son motel, Stan regarde un reportage sur les recherches de Kenny et une lettre que Kenny a laissée : « Je suis sur le point d'exposer la vérité. En cas de décès, j'ai caché toutes les informations pertinentes. Mes amis les plus proches sauront où le trouver ». Stan se joint à Kyle mais seulement car c'est ce que voulait Kenny.
Au sillage de Kenny, animé par Jimmy, la plupart des anciens garçons de la classe de CM1 sont présents, y compris, Wendy accompagnée de son nouveau mari : Darwin. Tweek et Craig sont toujours en couple, et Clyde, qui a fini en léger surpoids. Ils expriment chacun des soupçons sur la mort de Kenny, ils expriment également avoir été changés par la pandémie. Ils revoient tous également l'un des moins mémorables de leur enfance à tous : Eric Cartman. Il s'est converti au judaïsme et est devenu rabbin à Colorado Springs, citant la pandémie comme l'ayant beaucoup changé. Il est marié à une femme juive, Yentl. Il explique que lui et Kenny sont restés en contact et que la mission de Kenny était d'essayer de trouver ce qui était à l'origine du coronavirus. Kyle insiste que Cartman a changé de vie uniquement pour lui faire un sale coup, comme quand ils étaient enfants même si ça a duré 40 ans. Ensuite, lui et Stan aperçoivent Cartman embrasser ses enfants. De retour au motel, Stan voit une vidéo de Kenny, où l'une de ses équations mathématiques contient une référence à la Plantation Tégrité de Randy Marsh qui le perturbe car il ne veut pas faire face à son père.
Stan arrive aux funérailles à l'église de South Park et découvre que Scott Malkinson a remplacé le Père Maxi. Scott raconte son éloge funèbre exhortant les fidèles à réfléchir et à chérir leurs amis et leur famille. À la suite de ce discours, par culpabilité, Stan pète les plombs et demande à Kyle s'il a écrit le discours. Il admet qu'il sait quelque chose sur Kenny qu'il ne peut pas admettre car cela concerne Randy, son père. Stan refuse de lui faire face. Cartman, Stan et Kyle s'embrouillent une fois de plus. Stan s'en va de l'église en rogne en se moquant de Scott comme quand ils étaient petits, il promet de quitter la ville au plus vite. Cartman se faisant maintenant appeler Rabbi depuis sa conversion reprend en charge l'éloge funèbre. Il est interrompu par un médecin qui révèle la raison choquante de la mort de Kenny. Il est mort du variant Delta Plus Rewards, soit un variant du Covid. Cette révélation provoque le chaos alors que les habitants de la ville fuient pour des fournitures et des « couches à menton ». Ce qui provoque une pénurie en un instant. L'armée arrive sur les lieux et remet South Park en quarantaine pour contenir l'épidémie. Ce qui empêche Cartman et Stan de repartir chez eux, car il y a un individu dans la ville qui n'est pas vacciné, qu'ils refusent de nommer. Ils sont lourdement armés et tirent sur un individu tentant de s'enfuir.
L'école de South Park est conçue comme un refuge d'urgence pour ceux qui viennent de l'extérieur de la ville, encore présidé par le Principal PC qui a vieilli qui ordonne d'éteindre les lumières à neuf heures. Token, Clyde, Jimmy, Craig, Tweek et Wendy discutent de ces événements et soupçonnent que le diagnostic sur la mort de Kenny dissimule un secret sur les recherches de Kenny, soulignant qu'ils sont tous vaccinés. Clyde pense que c'est un choix personnel et tous ses amis se moquent de lui pour son refus de le faire. Le refuge se remplit de plus en plus, cependant, forçant Cartman, sa femme et trois enfants à se tourner vers Kyle dans l'espoir de rester dans sa résidence. Selon lui, c'est une belle maison juive. Il demande même à ses enfants de l'appeler Oncle Kyle. Lorsque Kyle entend Cartman avoir des relations sexuelles avec sa femme et mentionner des histoires de Torah, il les interrompt au milieu de la nuit et pense que cela fait partie d'une ruse de Cartman pour le malmener. Kyle mentionne que Cartman lui avait refilé le SIDA en se faufilant dans sa chambre. Voyant bien que Kyle est bouleversé, Cartman lui promet de partir dans la matinée malgré la plaisance de ses enfants chez Kyle.
Le lendemain matin, Jimmy, Craig, Tweek, Wendy et Darwin demandent à Clyde pourquoi il ne veut pas se faire vacciner. Ce dernier leur explique qu'il est allergique aux crustacés et que le vaccin est parfois contaminé par des coquillages et que son refus est basé sur une allergie. Token change de sujet et attire l'attention de tout le monde, l'aile scientifique McCormick de l'école comporte le laboratoire secret de Kenny éclaboussé de son sang. Une grande partie de ses recherches sont ici, ils découvrent qu'un homme nommé Victor Chaos est mentionné tout au long des recherches de Kenny. Ce dernier était son assistant et est maintenant en hôpital psychiatrique (appelé en VO South Park Mental Asylum Plus). Ils ne peuvent l'appeler et ne peuvent qu'aller le voir dans son asile sauf qu'ils ne sont pas tous vaccinés. Wendy propose à Clyde de faire la fête et d'aller se droguer, Wendy lui offre ce qui ressemble à de la cocaïne. Mais Clyde reconnaît bien le vaccin Pfizer qu'il refuse de s'injecter dans le corps.
De retour à la résidence Broflovski, Kyle s'excuse auprès de Cartman et leur demande de rester bien qu'il ne soit pas entièrement convaincu par le changement de vie Cartman. Token vient chez lui en rapportant ce qu'il a découvert sur les recherches de Kenny, le scientifique défunt a étudié pendant plusieurs années le voyage dans le temps dans l'intention d'empêcher l'arrivée d'une quelconque pandémie. Lorsque Kyle est distrait par un baiser entre Cartman et Yentl, les enfants Cartman commencent à se comporter comme leur père étant jeune vis-à-vis d'Oncle Kyle. Token indique que Kenny a dit qu'ils devraient penser comme des enfants pour retrouver les secrets de Kenny. Ils se rendent compte peu à peu que l'indice se cache dans son anus.
Pendant ce temps, Stan se rend à la maison de retraite pour renouer avec la personne qu'il ne voudrait jamais retrouver : son père. Il remarque que tous les parents d'élèves sont gardés dans cette maison, il demande à voir son père mais ce dernier nie avoir un fils. Il le blâme pour la mort de Sharon et Shelley, il nie également toute faute dans le suicide de Sharon. Cependant lorsque Stan mentionne Kenny, Randy est étonné de réaliser que Kenny était au courant pour la Spécial Pandémie et que c'était la clé pour sauver le monde. Au moment de partager avec les autres adultes, Randy rejette encore la faute à Stan sur la mort de sa mère et de sa sœur à nouveau. Stan explique à tout le monde que Sharon voulait divorcer après la pandémie mais Randy a refusé de lui céder la moitié de la ferme. Et dans sa colère indomptable face au désaccord de ses parents, Stan a brûlé la ferme Tégrité. Shelley était dans la grange, punie pour n'avoir fait aucune corvée. Elle a été brûlée vive par les flammes, ce qui a poussé Sharon à se suicider. Dans l'intention de revenir sur les lieux où figuraient Tégrité, Stan et Randy s'évadent de la maison de retraite quand leur demande est refusée.
En arrivant sur les restes incendiés de l'ancienne ferme Tégrité, Randy critique cette fois-ci M. Garrison pour sa gestion, à la pandémie, aux guerres raciales non spécifiées et à la sortie du film Space Jam : Nouvelle Ère. Affirmant après que le monde a perdu de la « tégrité » en raison de l'influence de la Chine qui voulait affaiblir l'Amérique en perdant son optimisme et en devenant une surpuissance mondiale. Il avoue devant Stan avoir déclenché la pandémie en ayant eu une relation sexuelle avec un pangolin et affirme que la Chine l'a utilisé. Il révèle avoir ensuite créer une édition spéciale, pour sauver tout le monde, puis une variété Herbe Tégrité Événement Spécial (Tegridy Farms Special Event en VO) qu'il a caché pendant des années qui est la clé pour sauver tout le monde. Sauf qu'en ouvrant l'armoire où il l'a conservé, elle est manquante. De nouvelles traces de pas affirment que quelqu'un est venu la dérober il n'y a pas longtemps. Mentionnant que le seul morceau de « tégrité » qu'il lui restait était sa spéciale volée et quelques graines conservées dans son anus. Stan vient de réaliser comment il peut aider ses anciens amis, Randy découvre une pousse de mauvaise herbe ayant survécu après tant d'années. Il en devient le protecteur tout en hallucinant sur les fantômes de Shelley et Sharon blâmant Stan pour l'incendie.
À l'Hôpital du Col de l'Enfer, la famille de Cartman, Token et Kyle n'ont pas le droit de voir les restes de Kenny jusqu'à ce que Stan se ramène et utilise son badge d'inspection de whisky, qualifié de médecin, pour entrer dans la morgue pour inspecter le corps de Kenny. Seulement Stan, Kyle et Cartman sont autorisés à rentrer et découvrent le cadavre nu et couvert de rats de Kenny. Aucun d'entre eux n'arrivent à se mettre d'accord pour savoir qui va rechercher le secret de Kenny dans son anus. En voyant Kyle et Cartman se chamailler, Stan accepte de le faire. Il récupère un disque dur et ramènent cette pièce à conviction à l'école, où tout le monde s'impatiente de savoir ce que contient le disque. La vidéo révèle une tentative de voyage dans le temps de Kenny pour arrêter la pandémie, et attribue le mauvais avenir à ses trois amis Stan, Kyle et Cartman. Il affirme qu'après avoir mis fin à leur amitié, ils sont devenus plus combattifs et pessimistes. Il révèle avoir passé toute sa vie à réparer la fratrie entretenue car les 4 personnages. Alors que Kenny semble voyager dans le temps, tous les assistants de laboratoire sont tués par la machine à voyager dans le temps. Il revient à la fin de la vidéo et s'en va tranquillement. Les garçons sont stupéfaits, les démons que Kenny et eux essayent de combattre ne sont qu'eux-mêmes.
Stan, Kyle et Cartman rentrent dans une phase de réflexion intensive et se souviennent à quel point ils étaient moins sobres et plus optimistes étant enfants. Ils voient à quel point l'avenir s'avère terrible. Ils se promettent de travailler ensemble et de croire quoi qu'il en soit pour sauver Kenny et se fixer un meilleur avenir même s'ils ne connaissent rien à la physique quantique. Cartman s'excuse et exhorte ses enfants à faire leurs valises pour qu'ils puissent partir. Il est contrarié que Kyle essaye de changer l'avenir, en s'en allant de chez lui, toute la famille réplique « F*ck Uncle Kyle! ». De retour à l'établissement psychiatrique, le directeur apporte de la nourriture à la cellule appartenant à l'assistant de Kenny. L'écran montre un panneau, écrit sur le mur de la cellule, indiquant qu'il s'agit de Victor Chaos, rappelant bien sûr le Professeur Chaos incarné par Butters Stotch.